# Врњак
Врњак (хрв. Vrnjak, итал. Vergnacco) је насељено место у општини Грожњан, Истарска жупанија, Хрватска.

## Историја
До територијалне реорганизације у Хрватској био је у саставу старе општине Бује.

## Становништво
У попису становништва из 2011. године, Врњак није имао становника.
| Број становника према пописима | Број становника према пописима | Број становника према пописима | Број становника према пописима | Број становника према пописима | Број становника према пописима | Број становника према пописима | Број становника према пописима | Број становника према пописима | Број становника према пописима | Број становника према пописима | Број становника према пописима | Број становника према пописима | Број становника према пописима | Број становника према пописима | Број становника према пописима |
| ------------------------------ | ------------------------------ | ------------------------------ | ------------------------------ | ------------------------------ | ------------------------------ | ------------------------------ | ------------------------------ | ------------------------------ | ------------------------------ | ------------------------------ | ------------------------------ | ------------------------------ | ------------------------------ | ------------------------------ | ------------------------------ |
| 1857                           | 1869                           | 1880                           | 1890                           | 1900                           | 1910                           | 1921                           | 1931                           | 1948                           | 1953                           | 1961                           | 1971                           | 1981                           | 1991                           | 2001                           | 2011                           |
| 0                              | 0                              | 105                            | 96                             | 109                            | 124                            | 0                              | 126                            | 127                            | 47                             | 50                             | 12                             | 8                              | 3                              | 0                              | 0                              |

Напомена: Године 1857, 1869. и 1921. године подаци су садржани у насељу Кубертон. Од 1880. до 1910. године исказивано као део насеља. Године 2001. без становника.